# ماريا جواو بيريس
ماريا جواو بيريس (بالإنجليزية: Maria João Pires)‏ (و. 1944  م) هي عازفة بيانو، وراقصة من البرازيل، والبرتغال، ولدت في لشبونة، تستخدم آلات بيانو.

## جوائز
حصلت على جوائز منها:
- نيشان الأمير هنري من رتبة قائد.

## وصلات خارجية
- ماريا جواو بيريس على موقع IMDb (الإنجليزية)
- ماريا جواو بيريس على موقع مونزينجر (الألمانية)
- ماريا جواو بيريس على موقع ميوزك برينز (الإنجليزية)
- ماريا جواو بيريس على موقع أول ميوزيك (الإنجليزية)
- ماريا جواو بيريس على موقع ديسكوغز (الإنجليزية)
- ماريا جواو بيريس على موقع ديسكوغز (الإنجليزية)
- ماريا جواو بيريس على موقع قاعدة بيانات الفيلم (الإنجليزية)
- ماريا جواو بيريس في قاعدة بيانات الأفلام على الإنترنت